# رمز الإطار

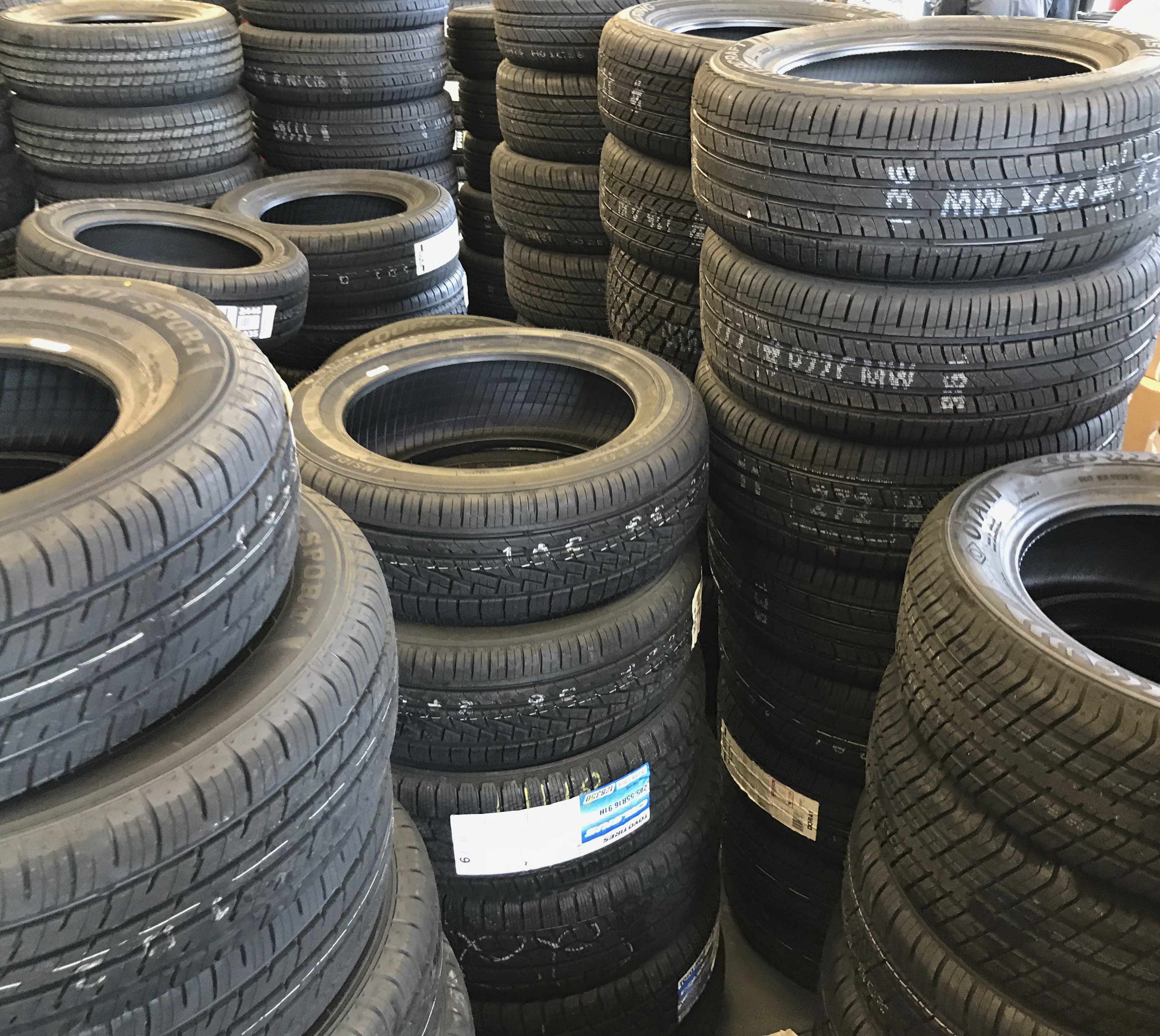
إطارات سيارات جديدة متنوعة بأشكال وأحجام مختلفة

يتم وصف إطارات السيارات بtire code أبجدي رقمي (باللغة الإنجليزية لأمريكا الشمالية) أو tyre code (بلغة الكومنولث الإنجليزية)، والذي يتم كتابته بشكل عام في الجدار الجانبي للإطار. يحدد هذا الرمز أبعاد الإطار، وبعض قيوده الرئيسية، مثل القدرة على التحمل، والسرعة القصوى. في بعض الأحيان، يحتوي الجدار الجانبي الداخلي على معلومات غير مضمنة في الجدار الخارجي، والعكس صحيح.
إزدادت الرموز تعقيدا على مر السنين، كما يتضح من مزيج وحدات القياس العرفية الأمريكية ونظام الوحدات الدولي، والإضافات المخصصة إلى مخططات الحروف والترقيم. غالبًا ما تحتوي إطارات السيارات الجديدة على تصنيفات للجر والتآكل ومقاومة درجات الحرارة (المعروفة مجتمعة باسم تصنيف تصنيف جودة الإطارات الموحد (UTQG)).
يتم إعطاء معظم أحجام الإطارات باستخدام نظام القياس المتري ISO . ومع ذلك، فإن بعض شاحنات البيك أب وسيارات الدفع الرباعي تستخدم الشاحنات الخفيفة الرقمية (Light Truck Numeric) أو شاحنة خفيفة عالية التعويم (Light Truck High Flotation).

## لوائح المعايير الفنية الوطنية

### رمز دوت (DOT)
رمز دوت هو تسلسل أحرف أبجدي رقمي مصبوب في الجدار الجانبي للإطار ويسمح بتحديد الإطار وعمره. تم تفويض الكود من قبل وزارة النقل الأمريكية  ولكن يتم استخدامه في جميع أنحاء العالم. يعد رمز دوت مفيدًا أيضًا في تحديد الإطارات الخاضعة لسحب المنتج  أو في نهاية العمر الافتراضي بسبب العمر. منذ الأول من فبراير 2021، لا تسمح لوائح المركبات في المملكة المتحدة باستخدام الإطارات التي يزيد عمرها عن 10 سنوات على المحور (المحاور) الموجه الأمامي لمركبات البضائع الثقيلة والحافلات. ينطبق الحظر أيضًا على جميع الإطارات ذات التكوين الفردي للحافلات الصغيرة. بالإضافة إلى ذلك، من الضروري أن تعرض جميع إطارات هذه المركبات رمز تاريخ واضحًا.

### المنظمة الأوروبية للإطارات والجنوط (ETRTO) وجمعية الإطارات والجنوط (TRA)
المنظمة الأوروبية للإطارات والجنوط (ETRTO) وجمعية الإطارات والجنوط (TRA) هما منظمتان تؤثران على معايير الإطارات الوطنية. الهدف من المنظمة الأوروبية للإطارات والجنوط يشمل ملاءمة معايير الإطارات والجنوط الوطنية في أوروبا. تعتبر جمعية الإطارات والجنوط، المعروفة سابقًا باسم رابطة الإطارات والجنوط الأمريكية، منظمة تجارية أمريكية تعمل على توحيد المعايير الفنية. في الولايات المتحدة، يعد مكتب الامتثال لسلامة المركبات، وهو أحد مكاتب وزارة النقل، أحد الوكالات المكلفة بفرض المعايير الفيدرالية لسلامة المركبات (FMVSS). نشرت كندا لوائح الإطارات، مثل لوائح سلامة إطارات السيارات SOR 95-148.

### علامة-E
يجب أن تحمل جميع الإطارات المباعة للاستخدام على الطرق في أوروبا بعد يوليو 1997 علامة E. العلامة نفسها إما حرف كبير "E" أو حرف صغير "e" - متبوعًا برقم في دائرة أو مستطيل، متبوعًا برقم آخر. تشير (الحرف الكبير) "E" إلى أن الإطار مُعتمد للامتثال لمتطلبات الأبعاد والأداء والوسم الواردة في لائحة ECE 30. تشير (الحرف الصغير) "e" إلى أن الإطار مُعتمد للامتثال لمتطلبات الأبعاد والأداء والعلامات الخاصة بالتوجيه 92/23 / EEC. يشير الرقم الموجود في الدائرة أو المستطيل إلى رمز الدولة الخاص بالحكومة التي منحت الموافقة على النوع. الرقم الأخير خارج الدائرة أو المستطيل هو رقم شهادة اعتماد النوع الصادرة لحجم ونوع الإطار المحدد.

## شرح رموز الإطارات

مخطط تحديد الإطارات
قطر الإطارات (بوصة) = (xxx * yy / 1270) + zz ، حيث يُكتب حجم الإطار عادةً "Pxxx / yyRzz" على الجدار الجانبي. ملاحظة ، "xxx" هو عرض المداس بالملم. "yy" هي "نسبة العرض إلى الارتفاع" (ارتفاع الجدار إلى عرض المداس). "zz" هو قطر العجلة (بوصة).

يتكون كود الإطار المتري ISO من سلسلة من الأحرف والأرقام، على النحو التالي:
- حرف غير إلزامي (أو أحرف) يشير إلى الغرض من الاستخدام أو فئة المركبة للإطار:
  - P : سيارة ركاب
  - LT : شاحنة خفيفة
  - ST : مقطورة خاصة
  - T : مؤقت (استخدام مقيد للعجلات الاحتياطية «الموفرة للمساحة»)

يشير P إلى أن الإطار مصمم وفقًا لمعايير جمعية الإطارات والجنوط، ويشير عدم وجود حرف إلى أن الإطار مصمم وفقًا لمعايير المنظمة الأوروبية للإطارات والجنوط. من الناحية العملية، تطورت معايير المنظمتين معًا وقابلة للتبادل إلى حد ما، ولكن ليس بشكل كامل، نظرًا لأن مؤشر الحمل سيكون مختلفًا بالنسبة للإطارات ذات الحجم نفسه.
- عدد مكون من 3 أرقام : «عرض المقطع الاسمي» للإطار بالمليمترات؛ أوسع نقطة من كلا الحافتين الخارجيتين (من الجدار الجانبي إلى الجدار الجانبي). عادةً ما يكون لسطح الإطار الذي يلمس الطريق عرض أضيق (يسمى «عرض المداس»).
- / : حرف مائل لفصل الأحرف.
- عدد مكون من 2 أو 3 أرقام : «نسبة العرض إلى الارتفاع» لارتفاع الجدار الجانبي كنسبة مئوية من عرض المقطع الاسمي للإطار. إذا تم حذف المعلومات، فمن المفترض أن تكون 82٪ (إذا كانت مكتوبة، يجب أن تكون مثل xxx / 82). إذا كان الرقم أكبر من 200، فهذا هو قطر الإطار بأكمله بالمليمترات.
- حرف اختياري يشير إلى تصنيف سرعة الإطار. بدلاً من ذلك، قد يظهر الحرف في النهاية، متبوعًا بمؤشر التحميل. إذا كان الحرف هنا هو Z ، فيشير إلى السرعة القصوى التي تزيد عن 240 كم / ساعة (149 م/س)، ثم قد يظهر حرف W أو Y أكثر تحديدًا بعد مؤشر الحمل (انظر تصنيف السرعة أدناه).
- رسالة اختيارية تشير إلى بناء الهيكل النسيجي للإطار:
  - ب : حزام التحيز (حيث تكون الجدران الجانبية من نفس مادة سطح العجلة، مما يؤدي إلى ركوب جامد)
  - D : قطري
  - R : نصف قطري
  - إذا تم حذفه، فهو إطار ذو طبقات متقاطعة
- عدد مكون من رقم واحد أو رقمين : قطر العجلة بالبوصة التي صممت الإطارات لتناسبها. هناك استثناء نادر للإطارات ذات القطر المتري، مثل استخدام مقاس 390، والذي يشير في هذه الحالة إلى عجلة قطرها 390 مم. عدد قليل من الإطارات مصنوعة لهذا الحجم حاليا. قد يكون الرقم أطول في حالة استخدام حجم نصف بوصة، على سبيل المثال، تستخدم العديد من شاحنات النقل الثقيل الآن إطارات مقاس 22.5 بوصة.[12][13]
- 2- أو 3 أرقام : مؤشر الحمولة؛ انظر الجدول أدناه. تمت الموافقة على بعض إطارات الشاحنات الخفيفة «للاستخدام المزدوج»، أي يمكن تشغيلها في أزواج بجانب بعضها البعض. إذا كان الأمر كذلك، فسيتم تحديد فهارس تحميل منفصلة للاستخدام الفردي والثنائي. في المثال الموضح في الرسم التوضيحي لإطار الشاحنة الخفيفة، يحتوي الإطار على مؤشر حمولة يبلغ 114 إذا تم استخدامه كإطار فردي، ومؤشر حمولة يبلغ 111 إذا تم استخدامه في زوج.[14] الإطارات التي لا تحتوي على هذا التصنيف غير آمنة للاستخدام المزدوج.
- مجموعة مكونة من رقم واحد أو رقمين / حرف : تصنيف السرعة؛ انظر الجدول أدناه
- علامات إضافية: انظر العنوان الفرعي أدناه.

### أحجام التعويم

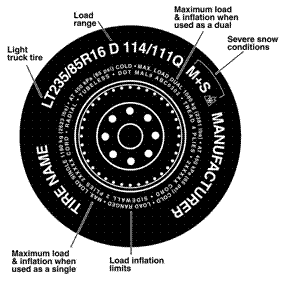
مخطط تحديد الإطارات ، ميزات خاصة بالشاحنة الخفيفة

تتبع بعض إطارات الشاحنات الخفيفة أنظمة الشاحنات الخفيفة الرقمية أو أنظمة التعويم العالية للشاحنة الخفيفة، والمشار إليها بالحرفين LT في النهاية بدلاً من بداية التسلسل، على النحو التالي:
- يُذكر قطر الإطار للإطارات ذات التعويم العالي ويتم حذفها من الإطارات الرقمية.
  - رقم مكون من رقمين : قطر الإطار بالبوصة.
  - x : حرف فاصل.
- 3- أو 4 أرقام : عرض المقطع (المقطع العرضي) للإطار بالبوصة. إذا لم يتم ذكر قطر الإطار، فإن عرض المقطع المنتهي بالصفر (على سبيل المثال، 7.00 أو 10.50) يشير إلى نسبة العرض إلى الارتفاع 92٪، بينما يشير عرض القسم الذي لا ينتهي بالصفر (على سبيل المثال، 7.05 أو 10.55) إلى نسبة العرض إلى الارتفاع 82٪. غالبًا ما تختلف نسب العرض إلى الارتفاع هذه عن مواصفات مُصنِّع الإطارات اليوم.
- بناء نسيج الاطارات:
  - B : حزام التحيز
  - D : قطري
  - R : نصف قطري
- رقم مكون من رقمين : القطر بالبوصة لحافة العجلة التي تم تصميم هذا الإطار ليلائمها.
- LT : يشير إلى أن هذا إطار شاحنة خفيفة.
- في بعض الأحيان، لا يكون مؤشر الحمولة وتصنيف السرعة إلزاميين بالنسبة لأحجام التعويم، ولكن يجب أن يكونا لأي إطار معتمد للاستخدام في الشوارع والطرق السريعة.
  - 2- أو 3 أرقام : مؤشر الحمولة؛ انظر الجدول أدناه.
  - تركيبة مكونة من رقم واحد أو رقمين / حرف : تصنيف السرعة؛ انظر الجدول أدناه.
- علامات إضافية: انظر العنوان الفرعي أدناه.

على سبيل المثال، إذا كان حجم الإطار يحتوي على مجموعتين من الأرقام (6-12، 5.00-15، 11.2-24)، فإن الرقم الأول (5.00 -15) هو العرض التقريبي بالبوصة، والرقم الثاني (5.00- 15) هو قطر الحافة بالبوصة.
إذا كان حجم الإطار يحتوي على ثلاث مجموعات من الأرقام (15x6.00-6، 26x12.00-12، 31x15.50-15)، فإن الرقم الأول (26 × 12.00-12) هو الارتفاع التقريبي بالبوصة، والثاني (26X 12.00 -12) هو عرض تقريبي في بوصة، والرقم الثالث (26x12.00- 12) هو قطر الحافة بالبوصة.

### نطاق التحميل
يشير حرف نطاق الحمولة على إطارات الشاحنات الخفيفة إلى تصنيف رقائقها.
| نطاق التحميل | تصنيف رقائق |
| ------------ | ----------- |
| A            | 2           |
| B            | 4           |
| C            | 6           |
| D            | 8           |
| E            | 10          |
| F            | 12          |
| G            | 14          |
| H            | 16          |
| J            | 18          |
| L            | 20          |
| M            | 22          |
| N            | 24          |

### فهرس الحمل
مؤشر الحمولة على إطار سيارة ركاب هو رمز رقمي يحدد الحمولة القصوى (الكتلة أو الوزن) التي يمكن أن يحملها كل إطار. بالنسبة لإطارات نطاق الحمولة "B"، تحدد معايير (المنظمة الدولية للمعايير) المنظمة الأوروبية للإطارات والجنوط تصنيف مؤشر الحمولة عند ضغط تضخم (ضغط الهواء داخل الإطار) يبلغ 36 رطل لكل بوصة مربعة (250 كـبا) (الجدول أدناه)، بينما تقيس معايير P-المتري سعة الحمولة عند ضغط تضخم يبلغ 35 رطل لكل بوصة مربعة (240 كـبا) . يختلف المعيارين اختلافًا طفيفًا مع السعة المطلوبة لضغوط التضخم المختلفة.
تنتج المنظمة الأوروبية للإطارات والجنوط دليل المواصفات (الإصدار الحالي 2010)، والذي يحتوي على عدد من المواصفات والجداول. يسرد جدول فهرس التحميل (2010 صفحة G7) فهرس التحميل من 0–45 كيلوغرام (0–99 رطل) إلى 279–136,000 كيلوغرام (615–299,829 رطل) (على الرغم من أنه يبدو أنه يتعلق بضغط تضخم يبلغ 42 رطل لكل بوصة مربعة (290 كـبا) لا يحدد، ولكن انظر جدول تضخم الحمل). يشير جدول تضخم الحمولة إلى مؤشر الحمولة وضغوط التضخم بين 22 رطل لكل بوصة مربعة (150 كـبا) و 42 رطل لكل بوصة مربعة (290 كـبا) عند 1 رطل لكل بوصة مربعة (6.9 كـبا) أبعاد كبيرة جدا بحيث لا يمكن تضمينها هنا.
| الرمز | الوزن             |  | الرمز | الوزن               |  | الرمز | الوزن                 |  | الرمز | الوزن                 |
| 60    | 250 كـغ (550 رطل) |  | 80    | 450 كـغ (990 رطل)   |  | 100   | 800 كـغ (1,800 رطل)   |  | 120   | 1,400 كـغ (3,100 رطل) |
| 61    | 257 كـغ (567 رطل) |  | 81    | 462 كـغ (1,019 رطل) |  | 101   | 825 كـغ (1,819 رطل)   |  | 121   | 1,450 كـغ (3,200 رطل) |
| 62    | 265 كـغ (584 رطل) |  | 82    | 475 كـغ (1,047 رطل) |  | 102   | 850 كـغ (1,870 رطل)   |  | 122   | 1,500 كـغ (3,300 رطل) |
| 63    | 272 كـغ (600 رطل) |  | 83    | 487 كـغ (1,074 رطل) |  | 103   | 875 كـغ (1,929 رطل)   |  | 123   | 1,550 كـغ (3,420 رطل) |
| 64    | 280 كـغ (620 رطل) |  | 84    | 500 كـغ (1,100 رطل) |  | 104   | 900 كـغ (2,000 رطل)   |  | 124   | 1,600 كـغ (3,500 رطل) |
| 65    | 290 كـغ (640 رطل) |  | 85    | 515 كـغ (1,135 رطل) |  | 105   | 925 كـغ (2,039 رطل)   |  | 125   | 1,650 كـغ (3,640 رطل) |
| 66    | 300 كـغ (660 رطل) |  | 86    | 530 كـغ (1,170 رطل) |  | 106   | 950 كـغ (2,090 رطل)   |  | 126   | 1,700 كـغ (3,700 رطل) |
| 67    | 307 كـغ (677 رطل) |  | 87    | 545 كـغ (1,202 رطل) |  | 107   | 975 كـغ (2,150 رطل)   |  | 127   | 1,750 كـغ (3,860 رطل) |
| 68    | 315 كـغ (694 رطل) |  | 88    | 560 كـغ (1,230 رطل) |  | 108   | 1,000 كـغ (2,200 رطل) |  | 128   | 1,800 كـغ (4,000 رطل) |
| 69    | 325 كـغ (717 رطل) |  | 89    | 580 كـغ (1,280 رطل) |  | 109   | 1,030 كـغ (2,270 رطل) |  | 129   | 1,850 كـغ (4,080 رطل) |
| 70    | 335 كـغ (739 رطل) |  | 90    | 600 كـغ (1,300 رطل) |  | 110   | 1,060 كـغ (2,340 رطل) |  | 130   | 1,900 كـغ (4,200 رطل) |
| 71    | 345 كـغ (761 رطل) |  | 91    | 615 كـغ (1,356 رطل) |  | 111   | 1,090 كـغ (2,400 رطل) |  | 131   | 1,950 كـغ (4,300 رطل) |
| 72    | 355 كـغ (783 رطل) |  | 92    | 630 كـغ (1,390 رطل) |  | 112   | 1,120 كـغ (2,470 رطل) |  | 132   | 2,000 كـغ (4,400 رطل) |
| 73    | 365 كـغ (805 رطل) |  | 93    | 650 كـغ (1,430 رطل) |  | 113   | 1,150 كـغ (2,540 رطل) |  | 133   | 2,065 كـغ (4,553 رطل) |
| 74    | 375 كـغ (827 رطل) |  | 94    | 670 كـغ (1,480 رطل) |  | 114   | 1,180 كـغ (2,600 رطل) |  | 134   | 2,125 كـغ (4,685 رطل) |
| 75    | 387 كـغ (853 رطل) |  | 95    | 690 كـغ (1,520 رطل) |  | 115   | 1,215 كـغ (2,679 رطل) |  | 135   | 2,185 كـغ (4,817 رطل) |
| 76    | 400 كـغ (880 رطل) |  | 96    | 710 كـغ (1,570 رطل) |  | 116   | 1,250 كـغ (2,760 رطل) |  | 136   | 2,245 كـغ (4,949 رطل) |
| 77    | 412 كـغ (908 رطل) |  | 97    | 730 كـغ (1,610 رطل) |  | 117   | 1,285 كـغ (2,833 رطل) |  | 137   | 2,305 كـغ (5,082 رطل) |
| 78    | 425 كـغ (937 رطل) |  | 98    | 750 كـغ (1,650 رطل) |  | 118   | 1,320 كـغ (2,910 رطل) |  | 138   | 2,365 كـغ (5,214 رطل) |
| 79    | 437 كـغ (963 رطل) |  | 99    | 775 كـغ (1,709 رطل) |  | 119   | 1,360 كـغ (3,000 رطل) |  | 139   | 2,435 كـغ (5,368 رطل) |

يمكن العثور على بعض التصنيفات الأقدم لنطاق تحميل إطارات الشاحنات الخفيفة في رسم بياني  نشرته شركة رابر وجوديير تاير . فمثلا:
| حجم الإطارات  | وزن (بالرطل) @ رطل / إنش2 | وزن (بالرطل) @ رطل / إنش 2 |
| رمز LR        | D                         | E                          |
| ------------- | ------------------------- | -------------------------- |
| LT215 / 85R16 | 2335 @ 65                 | 2680 @ 80                  |
| LT225 / 75R16 | 2335 @ 65                 | 2680 @ 80                  |
| LT235 / 85R16 | 2623 @ 65                 | 3042 في 80                 |
| LT245 / 75R16 | 2623 @ 65                 | 3042 في 80                 |

### تصنيف السرعة
يتكون رمز السرعة من حرف واحد أو حرف A مع رقم واحد. يشير إلى السرعة القصوى التي يمكن للإطار تحملها عند حمولة معينة. تكون طريقة اختبار ضغط الإطار على أسطوانة معدنية ذات قطر كبير تعكس الحمولة المناسبة، ويتم تدوير الإطار بسرعة 10 كم / ساعة (6.2 ميلا في الساعة) تزداد تدريجيا كل 10 دقيقة حتى يتم التوصل للسرعة المطلوبة للإطارات.
| رمز   | كم / ساعة | ميل في الساعة |  | رمز | كم / ساعة   | ميل في الساعة |
| A 1 1 | 5         | 3             |  | L   | 120         | 75            |
| A 2   | 10        | 6             |  | M   | 130         | 81            |
| A3    | 15        | 9             |  | N   | 140         | 87            |
| A4    | 20        | 12            |  | P   | 150         | 94            |
| A5    | 25        | 16            |  | Q   | 160         | 100           |
| A 6   | 30        | 19            |  | R   | 170         | 106           |
| A 7   | 35        | 22            |  | S   | 180         | 112           |
| A 8   | 40        | 25            |  | T   | 190         | 118           |
| B     | 50        | 31            |  | U   | 200         | 124           |
| C     | 60        | 37            |  | H   | 210         | 130           |
| D     | 65        | 40            |  | V   | 240         | 149           |
| E     | 70        | 43            |  | Z   | أكثر من 240 | فوق 149       |
| F     | 80        | 50            |  | W   | 270         | 168           |
| G     | 90        | 56            |  | (W) | أكثر من 270 | فوق 168       |
| J     | 100       | 62            |  | Y   | 300         | 186           |
| K     | 110       | 68            |  | (Y) | أكثر من 300 | فوق 186       |

قبل عام 1991، كانت معدلات سرعة الإطارات تظهر داخل حجم الإطار، قبل إنتاج "R". كانت الرموز المتاحة SR (180 كم / ساعة، 112 ميل في الساعة)، HR (210 كم / ساعة، 130 ميل في الساعة)، VR (ما يزيد عن 210 كم / ساعة، 130 ميلا في الساعة).
الإطارات ذات السرعة الأعلى من 300 كم / ساعة (186 mph) يُشار إليها بحرف Y بين قوسين. غالبًا ما يتم تضمين تصنيف الحمل داخل الأقواس، على سبيل المثال (86Y).
في العديد من البلدان، يتطلب القانون تحديد الإطارات وتركيبها لتتجاوز السرعة القصوى للمركبة التي تم تركيبها عليها، فيما يتعلق برمز تصنيف السرعة (باستثناء الإطارات الاحتياطية «ذات الاستخدام المؤقت»). في بعض أجزاء الاتحاد الأوروبي، يعد تركيب الإطارات التي لا تتناسب مع السرعة القصوى للسيارة أو الدراجة النارية أمرًا غير قانوني. الاستثناء الوحيد هو إطارات M + S ، حيث يجب وضع ملصق تحذير يوضح السرعة القصوى المسموح بها على مرأى من السائق داخل السيارة. تقوم بعض الشركات المصنعة بتثبيت منظم سرعة إذا تم طلب سيارة بإطارات مصنفة أقل من السرعة القصوى للسيارة. في بعض أجزاء الاتحاد الأوروبي، على سبيل المثال في ألمانيا، يُسمح بتركيب إطارات برمز تصنيف سرعة أقل إذا حددت الشركة المصنعة للسيارة إطارات ذات سرعة عالية جدًا في وثائق التسجيل ولن تصل السيارة إلى هذه السرعة بناءً على عدم كفاية الطاقة. في هذه الحالة، من الممكن حساب تصنيف السرعة المناسب باستخدام الصيغة.

### تصنيف الاستعمال
تصنيف الاستعمال أو الاستخدام هو تصنيف مقارن من 3 أرقام. إنه جزء من معيار تصنيف جودة الإطارات الموحدة.

### متري إلى مخطط تحويل الإطارات USC
R15
215/75/15 27.7 × 8.5 بوصة
225/70/15 27.4 × 8.9 بوصة
225/75/15 28.3 × 8.9 بوصة
235/75/15 29.0 × 9.3 بوصة
245/75/15 29.5 بوصة × 9.6 بوصة
255/75/15 30.0 × 10.0 بوصة
265/75/15 30.6 × 10.4 بوصة
R16
205/85/16 29.7 بوصة × 8.1 بوصة
215/75/16 28.7 × 8.5 بوصة
225/70/16 28.4 بوصة × 8.9 بوصة
225/75/16 29.2 بوصة × 8.9 بوصة
235/70/16 29.0 بوصة × 9.3 بوصة
235/85/16 31.7 بوصة × 9.3 بوصة
245/70/16 29.5 بوصة × 9.6 بوصة
245/75/16 30.5 × 9.6 بوصة

## عرض العجلة / الجنط
لتحديد النطاق المسموح به لعرض الجنط لحجم إطار معين، يجب دائمًا الرجوع إلى الكتاب السنوي لجمعية الإطارات والجنوط أو دليل الشركة المصنعة لهذا الإطار المحدد – لا توجد قاعدة عامة. يمكن أن يؤدي تشغيل إطار بحجم أو نوع الجنط غير المعتمد من قبل الشركة المصنعة له إلى تلف الإطار وفقدان التحكم في السيارة.

## علامات إضافية
هناك العديد من العلامات الأخرى على الإطارات النموذجية، والتي قد تشمل:
- "*" : الإعداد الأصلي للمصنع بي أم دابليو-ميني
- 030908 : رقم الموافقة للإطار
- "100T" : يظهر عادة بعد مقاس الإطار. المعنى: جدول تضخم الحمل القياسي (100) وتصنيف السرعة (T)
- AMx : آستون مارتن OE Fitments [22]
- "AO" : الإعداد الأصلي لمصنع أودي
- الأسهم : بعض تصميمات المداس «اتجاهية»، وهي مصممة لأداء أفضل عند القيادة في اتجاه معين. سيكون لهذه الإطارات سهم يوضح الاتجاه الذي يجب أن يدور به الإطار عندما تتحرك السيارة للأمام.
- B : التحيز بحزام؛ إطارات للدراجات النارية (مثال: 150/70 B 17 69 H) – هيكل قطري مع حزام مضاف تحت المداس
- BSB : الحزام المسنن المتقطع
- BSL : أحرف مسننة سوداء
- BSW : الجدارالداخلي الأسود
- C : تجاري؛ إطارات للشاحنات الخفيفة (مثال: 185 R14 C)

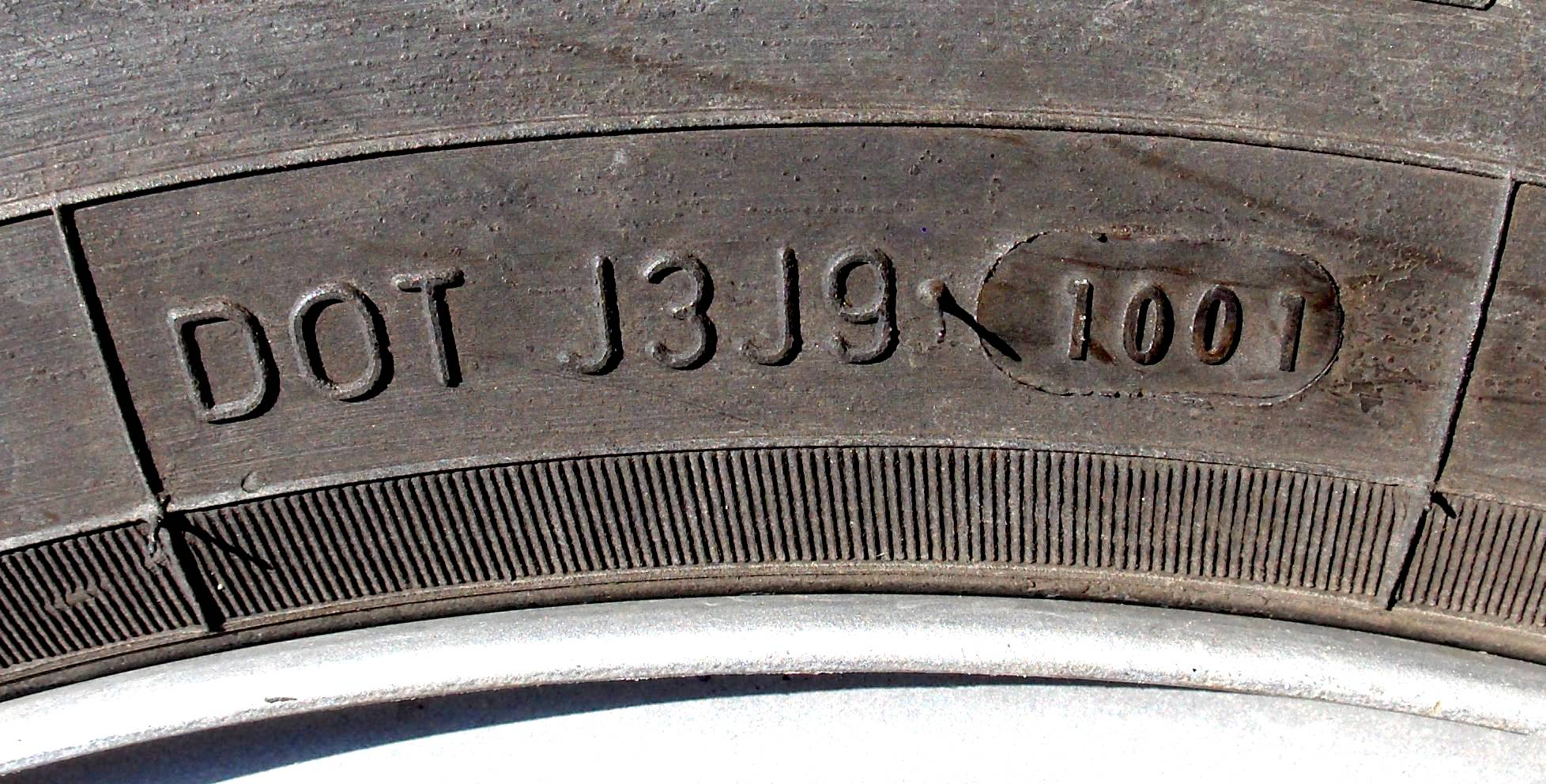
الإطارات المصنعة في الأسبوع العاشر من عام 2001

- رمز DOT : تحتوي جميع الإطارات المستخدمة في الولايات المتحدة على رمز DOT ، كما هو مطلوب من قبل وزارة النقل (DOT). تحدد الشركة والمصنع والقالب والدُفعة وتاريخ الإنتاج (رقمان لأسبوع السنة بالإضافة إلى رقمين للسنة؛ أو رقمين لأسبوع السنة بالإضافة إلى رقم واحد للسنة للإطارات المصنوعة قبل 2000). على الرغم من عدم وجود قانون، إلا أن بعض مصنعي الإطارات لا يفعلون ذلك الإطارات المصنعة في الأسبوع العاشر من عام 2001 نقترح استخدام إطار «جديد» تم وضعه على الرف لأكثر من ست سنوات (شركة فورد موتور) أو 10 سنوات (نقلاً عن إطارات كوبر توصية جمعية الإطارات).[23] توصي جمعية مصنعي إطارات السيارات اليابانية JATMA بفحص جميع الإطارات في غضون خمس سنوات، واستبدال جميع الإطارات التي تم تصنيعها قبل أكثر من عشر سنوات.[24]
- E4 : الإطارات المعتمدة وفقًا للوائح الاتحاد الأوروبي ECE ، الرقم الذي يشير إلى بلد الموافقة.
- "ELT" : إطارات Pirelli Elect مخصصة للسيارات الكهربائية
- "J" : الإعداد الأصلي لمصنع جاكوار
- LL : حمولة خفيفة؛ إطارات للاستخدام الخفيف والأحمال
- "M / C" : فقط لتجهيز الدراجات النارية
- M + S أو M&S : الطين والثلج؛ إطار يتوافق مع تعريف الإطارات لجميع المواسم لجمعية مصنعي المطاط (RMA) ورابطة المطاط الكندية (RAC).[22] توجد هذه بشكل شائع في إطارات جميع المواسم، مع مداس التنظيف الذاتي ومتوسط الجر في الظروف الموحلة أو الثلجية جدًا، وفي درجات الحرارة المنخفضة. الإطارات المسننة لها حرف إضافي، "E" (M + SE).
- M + T أو M & T : الطين والتضاريس؛ مصمم للعمل في الوحل أو في التضاريس الأخرى التي تتطلب جرًا إضافيًا مثل الصخور والثلوج العميقة والحصى الأملس.
- صنع في . . . : بلد الإنتاج
- MO : الإطارات الأصلية لمرسيدس بنز
- MOE : توسعت النسخة الأصلية من مرسيدس-بنز [22]
- Mountain snowflake pictograph: إطارات الشتاء للركاب والشاحنات الخفيفة التي تلبي متطلبات خدمة الثلج الشديدة لجمعية مصنعي المطاط (RMA) ورابطة المطاط الكندية (RAC).[22]
- Nx : الإطارات الأصلية لبورشه حيث "x" هي "0" للأولى التي تمت الموافقة عليها بهذا الحجم، و "1" الثانية. . .[22]
- "NHS" : ليست خدمة للطرق السريعة
- ORWL : بارزة بالحروف البيضاء
- OWL : الخطوط العريضة للحروف البيضاء
- RF : معززة – بالنسبة للإطارات الخاضعة للمقياس الأروبي، فإن مصطلح "Reinforced" يعني نفس الشيء مثل «الحمولة الإضافية» [22]
- RFT : إطار خل من الهواء؛ الإطارات المصممة للمركبات بدون إطارات احتياطية. تسمح الجدران الجانبية المقواة بدفع الإطار «مسطحًا» لمسافة تحددها الشركة المصنعة (عادةً 50 ميلاً).
- RSC (داخل دائرة) : نظام بي أم دابليو المحمية من تسرب الهواء [22]
- RWL : حروف بيضاء بارزةأمثلة على علامات مختلفة لجدار الإطارات

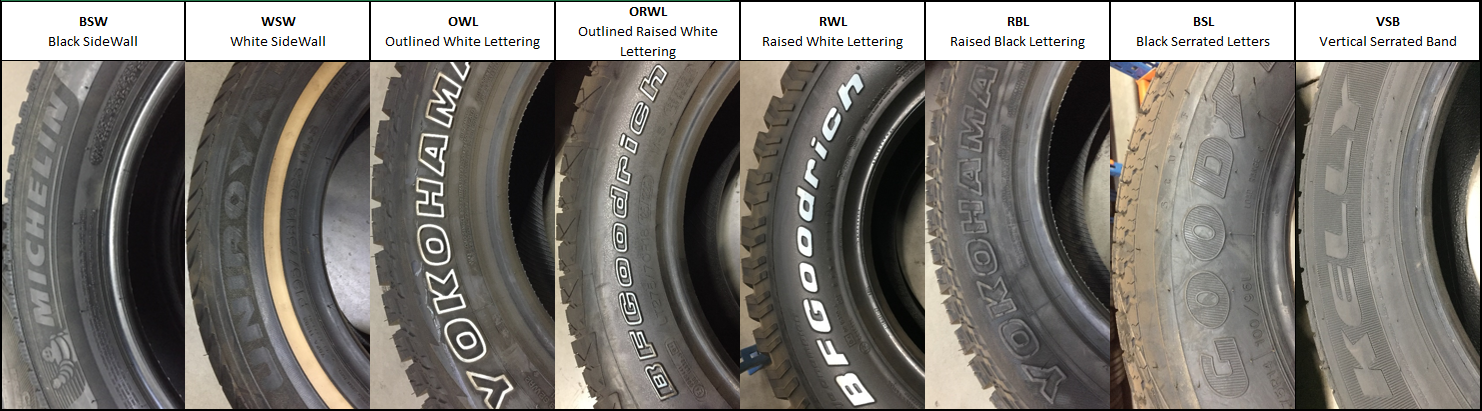
أمثلة على علامات مختلفة لجدار الإطارات

- النجمة : إطارات بي أم دابليو الأصلية
- TL : غير أنبوبي (لايحتوي على أنبوبة الهواء الداخلية)
- TT : يجب استخدام الإطار من النوع الأنبوبي مع أنبوب داخلي
- VSB : شريط مسنن عمودي
- WSW : جدار داخلي أبيض
- SFI ، أو Inner : الجانب المواجه للداخل؛ داخل الإطارات غير المتماثلة
- SFO ، أو Outer : الجانب المواجه للخارج؛ خارج الإطارات غير المتماثلة
- SL : حمولة قياسية؛ إطارات للاستخدام العادي والأحمال
- TPC : تجهيزات جنرال موتورز OE [22]
- TWI : مؤشر تآكل المداس - جهاز، مثل مثلث أو رمز ميشلان مان صغير، يقع حيث يلتقي المداس بالجدار الجانبي، ويشير إلى موقع قضبان التآكل المرتفعة في قنوات مداس الإطار - يُستخدم TWI أيضًا للإشارة إلى قضبان التآكل المرتفعة نفسها.
- XL : حمولة إضافية؛ إطار يسمح بضغط نفخ أعلى من إطار الحمل القياسي، مما يزيد من الحمل الأقصى للإطار
- ZP : ضغط صفري؛ علامة ميشلان التجارية لنماذجها المسطحة.
- لتسهيل التوازن الصحيح، يقوم معظم مصنعي الإطارات أيضًا بتحديد الدوائر الحمراء (التوحيد) و / أو النقاط الصفراء (الوزن) على الجدران الجانبية لإطاراتهم لتمكين أفضل تركيب ممكن لتجميع الإطارات / العجلات.[25]

## هندسة الإطارات
عند الإشارة إلى البيانات الهندسية البحتة، يتم استخدام شكل مختصر من التدوين الكامل. لنأخذ مثالًا شائعًا، فإن 195 / 55R16 يعني أن العرض الاسمي للإطار هو حوالي 195 مم عند أوسع نقطة، يبلغ ارتفاع الجدار الجانبي للإطار 55٪ من العرض (107 مم في هذا المثال) وأن الإطار يناسب عجلات 16 بوصة (410 مـم). يعطي الكود حسابًا مباشرًا للقطر النظري للإطار. بالنسبة للحجم الموضح بالشكل "T / A_W"، استخدم (2 × T × A / 100) + (W × 25.4) للحصول على نتيجة بالملليمتر أو (T * A / 1270) + W للنتيجة بالبوصة. خذ المثال الشائع المستخدم أعلاه ؛ (2 × 195 × 55/100) + (16 × 25.4) = 621 مم أو (195 × 55/1270) +16 = 24.44 بوصات.
أقل استخدامًا في الولايات المتحدة وأوروبا (ولكن غالبًا في اليابان على سبيل المثال) هو تدوين يشير إلى قطر الإطار الكامل بدلاً من نسبة العرض إلى الإرتفاع لإرتفاع الجدار الجانبي. لنأخذ نفس المثال، سيكون قطر العجلة مقاس 16 بوصة 406 مم. إضافة ضعف ارتفاع الإطار (2 × 107 مم) ما مجموعه 620 قطر الإطارات مم. ومن ثم، فإن الإطارات 195 / 55R16 قد يتم تسميتها بدلاً من ذلك 195 / 620R16.
في حين أن هذا أمر غامض من الناحية النظرية، إلا أنه من الناحية العملية يمكن تمييز هذين الرمزين بسهولة لأن إرتفاع الجدار الجانبي لإطار السيارة عادة ما يكون أقل بكثير من العرض. ومن ثم، عندما يتم التعبير عن الارتفاع كنسبة مئوية من العرض، يكون دائمًا بالتقريب أقل من 100٪ (وبالتأكيد أقل من 200٪). على عكس ذلك، دائمًا ما تكون أقطار إطارات السيارة أكبر من 200 مم. لذلك، إذا كان الرقم الثاني أكثر من 200، فمن شبه المؤكد أن التدوين الياباني قيد الاستخدام – إذا كان أقل من 200، فسيتم استخدام الترميز الأمريكي / الأوروبي.
الأقطار المشار إليها أعلاه هي القطر النظري للإطار. لا يمكن العثور على القطر الفعلي لحجم إطار معين إلا في الكتاب السنوي جمعية الإطارات والجنوط أو دفاتر بيانات الشركة المصنعة. لاحظ أنه يتم دائمًا تحديد المقطع العرضي والقطر للإطار عند القياس على عجلة بعرض محدد ؛ سوف ينتج عن العروض المختلفة أبعاد إطارات مختلفة.

### أمثلة
يمكن تسمية الإطارات الموجودة في سيارة بي أم دابليو ميني كوبر: P195 / 55R16 85H
- P - هذه الإطارات لسيارة ركاب. ومع ذلك، تشير "P" إلى حمل الحجم المتري P وتغييرات تصنيف السرعة للإطارات P والإطارات الغير-P
- 195 - العرض الاسمي للإطار حوالي 195 مم في أوسع نقطة
- 55 - يشير إلى أن ارتفاع الجدار الجانبي للإطار يبلغ 55٪ من العرض (107 مم)
- R - هذا إطار نصف قطري
- 16 - يناسب هذا الإطار عجلات 16 بوصة (410 مـم)
- 85 - مؤشر الحمل، بحد أقصى 515 كيلوغرام (1,135 رطل) لكل إطار في هذه الحالة
- H - مؤشر السرعة، وهذا يعني السرعة القصوى المسموح بها هنا 210 كم / ساعة (130 ميلا في الساعة)

يمكن أن تركب الإطارات على هامر إتش 1 : 37X12.5R17LT
- 37 - الإطار - 37 بوصة (940 مـم) في القطر
- 12.5 - يحتوي الإطار على مقطع عرضي يبلغ 12.5 بوصة (320 مـم)
- R - هذا إطار نصف قطري
- 17 - يناسب هذا الإطار عجلات 17 بوصة (430 مـم)
- LT - هذا إطار شاحنة خفيفة

## تاريخ رموز الإطارات

### شمال أمريكا
قبل عام 1964، كانت الإطارات تصنع بنسبة عرض إلى ارتفاع تبلغ 90٪. تم تحديد حجم الإطارات على أنه عرض الإطار بالبوصة والقطر بالبوصة - على سبيل المثال، 6.50-15.
من عام 1965 إلى أوائل السبعينيات، تم تصنيع الإطارات بنسبة عرض إلى ارتفاع تبلغ 80٪. تم تحديد حجم الإطارات مرة أخرى من خلال العرض بالبوصة والقطر بالبوصة. للتمييز عن الإطارات السابقة ذات النسبة 90، عادةً ما يتم حذف العلامة العشرية (الفاصلة) في الكتابة - على سبيل المثال، 685-15 لإطار بعرض 6.85 بوصة.
بدءًا من عام 1972، تم تحديد الإطارات حسب تصنيف الحمولة، باستخدام رمز الحرف. من الناحية العملية، كان الإطار ذو التصنيف الأعلى هو أيضًا إطارًا أوسع. في هذا النظام، كان للإطار حرف، متبوعًا بشكل اختياري بالحرف "R" للإطارات النصف قطرية، متبوعًا بنسبة العرض إلى الارتفاع، الإندفاع والقطر - C78-15 أو CR78-15 للتحيز والنصف قطري، على التوالي. كان لكل قطر عجلة تسلسل منفصل لتصنيفات الحمولة ؛ وبالتالي، فإن C78-14 و C78-15 ليسا نفس العرض. كانت نسبة العرض إلى الارتفاع 78 ٪ نموذجية للإطارات ذات الحجم المرمز بالأحرف، على الرغم من أن 70 ٪ كانت شائعة أيضًا، وانخفاض شوهد في بعض الأحيان إلى 50٪.

## روابط خارجية
- سلامة الإطارات ، وزارة النقل الأمريكية